# Панорама (Шибеник)
Панорамa је видиковац који се налази уз шибенски мост, који спаја две обале шибенског канала. Видиковац Панорама се налази са јужне стране, одмах уз кафе бар и хотел Панорама.

## Поглед са видиковца
Поглед који се пружа са видиковца обухвата предео канала који се налази са десне стране моста па све до Мандалине те сам град Шибеник. Поглед обухвата и 3 од 4 шибенске тврђаве, а то су: Свети Миховил, Свети Иван и Шубићевац (Танаја). Тврђава Свети Никола није видљива са видиковца Панорама, јер је заклоњена каналом. За ведрог времена, голим оком може да се види и врх катедрале Светог Јакова у Шибенику, споменика културе под заштитом УНЕСКО-а.

## Банџи-џампинг са шибенског моста
За време летње сезоне може да се скаче банџи-џампинг са шибенског моста. Скок се изводи са средине моста, са висине од 40 метара. Посетиоци видиковца Панорама могу да виде банџи скокове са моста.